# エドワード・フォランスビー・ノイズ
エドワード・フォランスビー・ノイズ（Edward Follansbee Noyes、1832年10月3日 - 1890年9月4日）は、アメリカ合衆国オハイオ州の共和党の政治家。第30代オハイオ州知事。

## 伝記
ノイズはマサチューセッツ州ヘイブリルで生まれた。3歳で孤児になり、ニューハンプシャー州で祖父と後見人に育てられる。13歳の時、ニューハンプシャー州ドーヴァーで出版されていた宗教紙モーニング・スターの印刷所に働きに出る。ニューハンプシャー州キングストンの学校に入るため辞めるまで4年間見習い工であった。1857年にダートマス大学を57人中の4番目の成績で卒業し、オハイオ州シンシナティに移り、Cincinnati Law Schoolに通った。
南北戦争時にはノイズは北軍にいた。第39オハイオ歩兵連隊の設立を助け、1861年7月27日に最初の少佐に任じられる形で報いられる。数ヶ月の内に彼は連隊長となった。アトランタ方面作戦の最中の1864年7月4日Ruff's Millの小競り合いで足首に重傷を負い、左足を切断する事となった。3ヵ月後、ジョセフ・フッカー少将は回復し松葉杖をついていたノイズをシンシナティ近くのキャンプ・デニソンの指揮官に任命し、准将に昇進させた。ノイズは市の法務官(city solicitor)になるため辞職する1865年4月22日までその地位で指揮をとった。
1866年10月にはハミルトン郡の遺言検認裁判官に選ばれた。
1871年にオハイオ州知事に当選、20,000票以上の差で元陸軍士官ジョージ・マコック大佐を破った。1872年から1874年まで2年1期を務め、より厳しい炭鉱検査法(coal mine inspection)を要求したり水産資源の保護を促進したりした。
後には、ラザフォード・ヘイズの大統領選挙戦でのオハイオの軍人仲間の強い後援への報いとしてノイズは1877年から1881年までフランス公使を務める。
彼はオハイオ州シンシナティのスプリング・グローブ墓地に埋葬された。